# (37685) 1995 OU2
1995 OU2 (asteroide 37685) é um asteroide troiano de Júpiter. Possui uma excentricidade de 0.12543640 e uma inclinação de 10.10680º.
Este asteroide foi descoberto no dia 22 de julho de 1995 por Spacewatch em Kitt Peak.